# Ayşe Begüm Onbaşı
Ayşe Begüm Onbaşı, née le 9 décembre 2001 à Akhisar est une gymnaste aérobic turque.
Elle est championne du monde de gymnastique aérobic en 2021.
Elle arrive seconde aux championnats mondiaux de 2022.